# كارل دبليو. هوفمان (عسكري)
كارل دبليو. هوفمان (بالإنجليزية: Carl W. Hoffman)‏ هو عسكري أمريكي، ولد في 24 ديسمبر 1919 في أوماها في الولايات المتحدة، وتوفي في 31 مايو 2016 في إسكونديدو في الولايات المتحدة.